# TT96
| T23 | F35 |

| T23 | F35 |

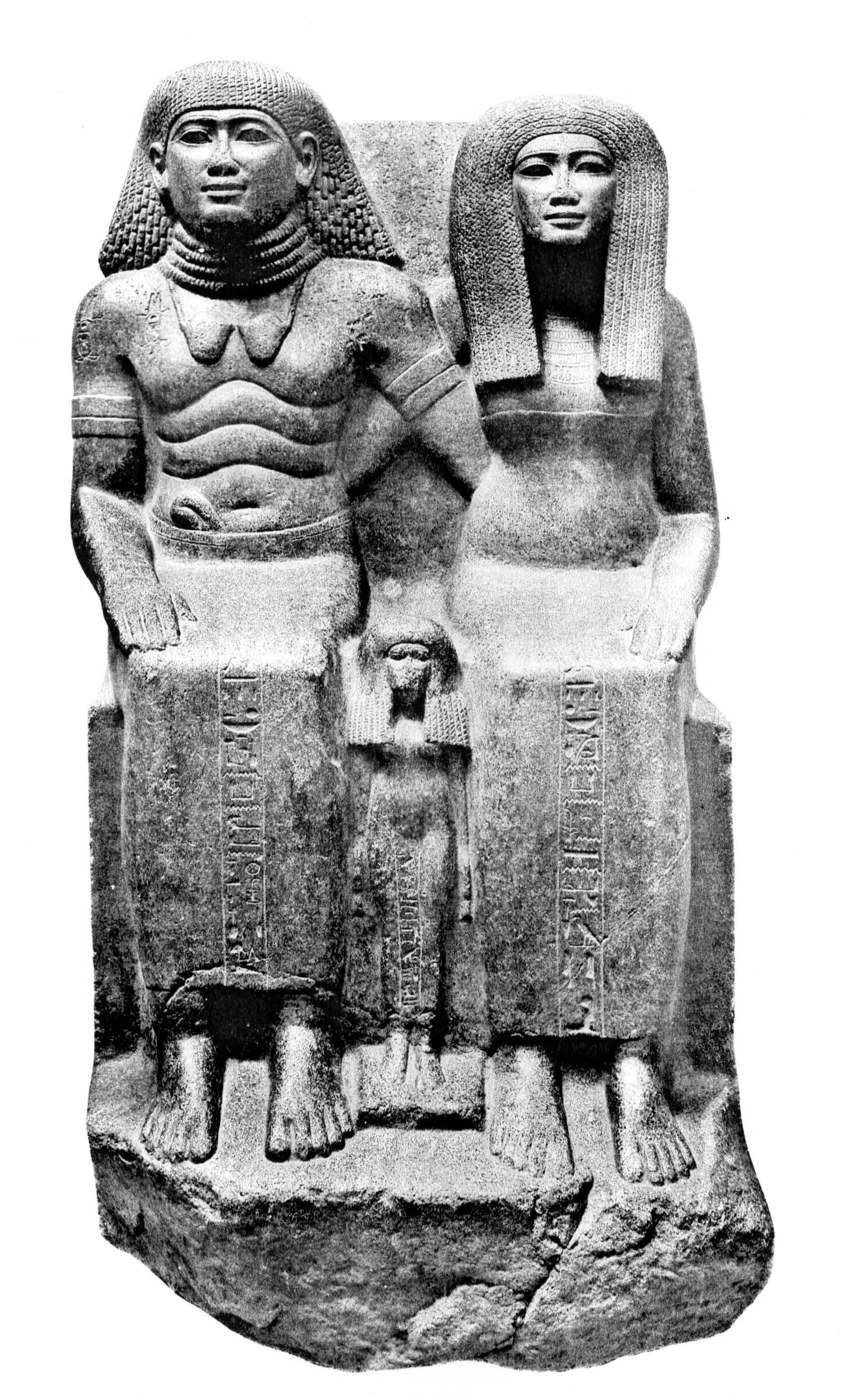
Statua di Sennefer e della moglie Sentnay (Museo egizio del Cairo, cat. CG42126 Legrain)

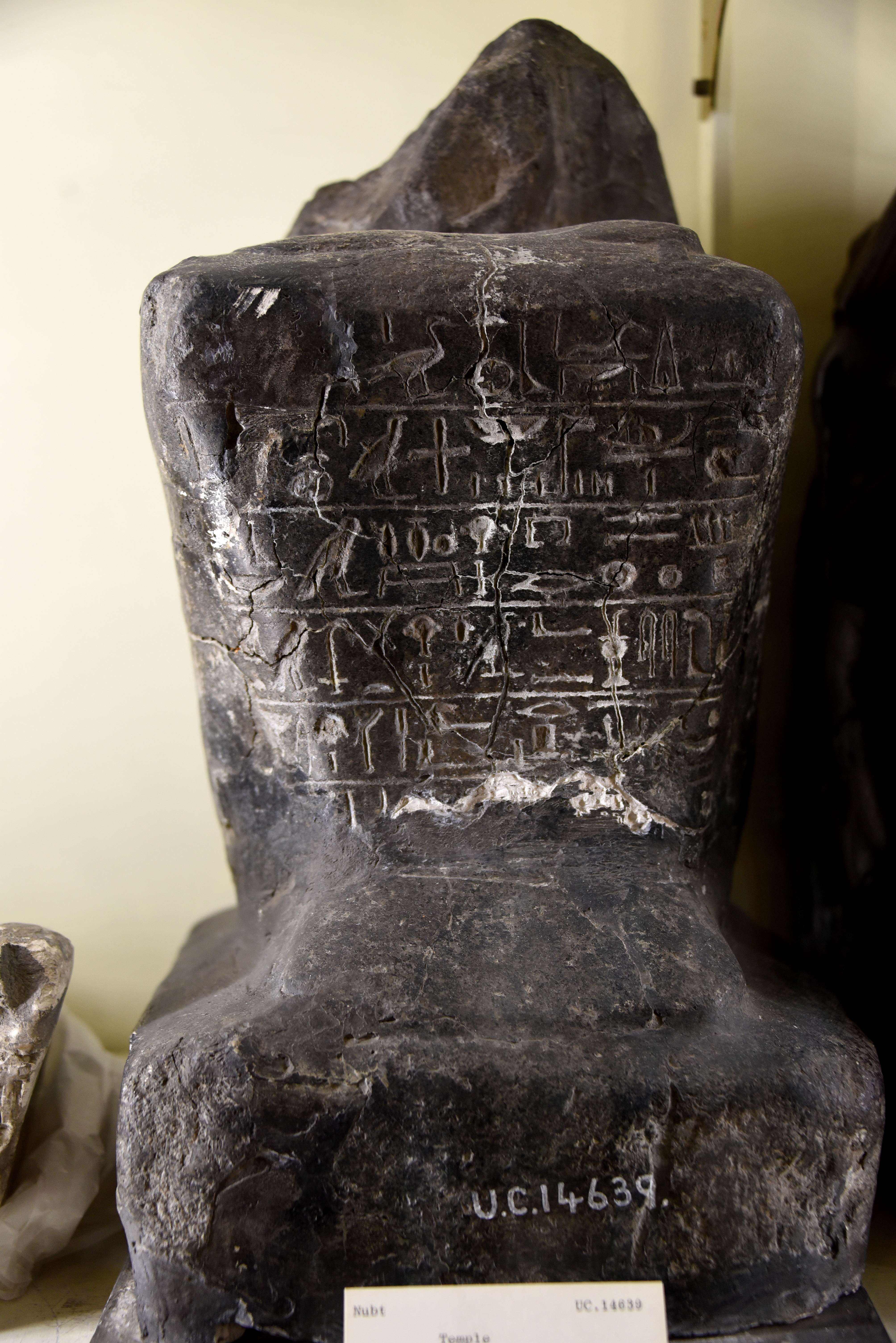
Statua cubo di Senenfer in granito nero, con cartiglio di Amenhotep II (Petrie Museum of Egyptian Archaeology, London)

TT96 (Theban Tomb 96) è la sigla che identifica una delle Tombe dei Nobili ubicate nell’area della cosiddetta Necropoli Tebana, sulla sponda occidentale del Nilo dinanzi alla città di Luxor, in Egitto. Destinata a sepolture di nobili e funzionari connessi alle case regnanti, specie del Nuovo Regno, l'area venne sfruttata, come necropoli, fin dall'Antico Regno e, successivamente, sino al periodo Saitico (con la XXVI dinastia) e Tolemaico.

## Titolare

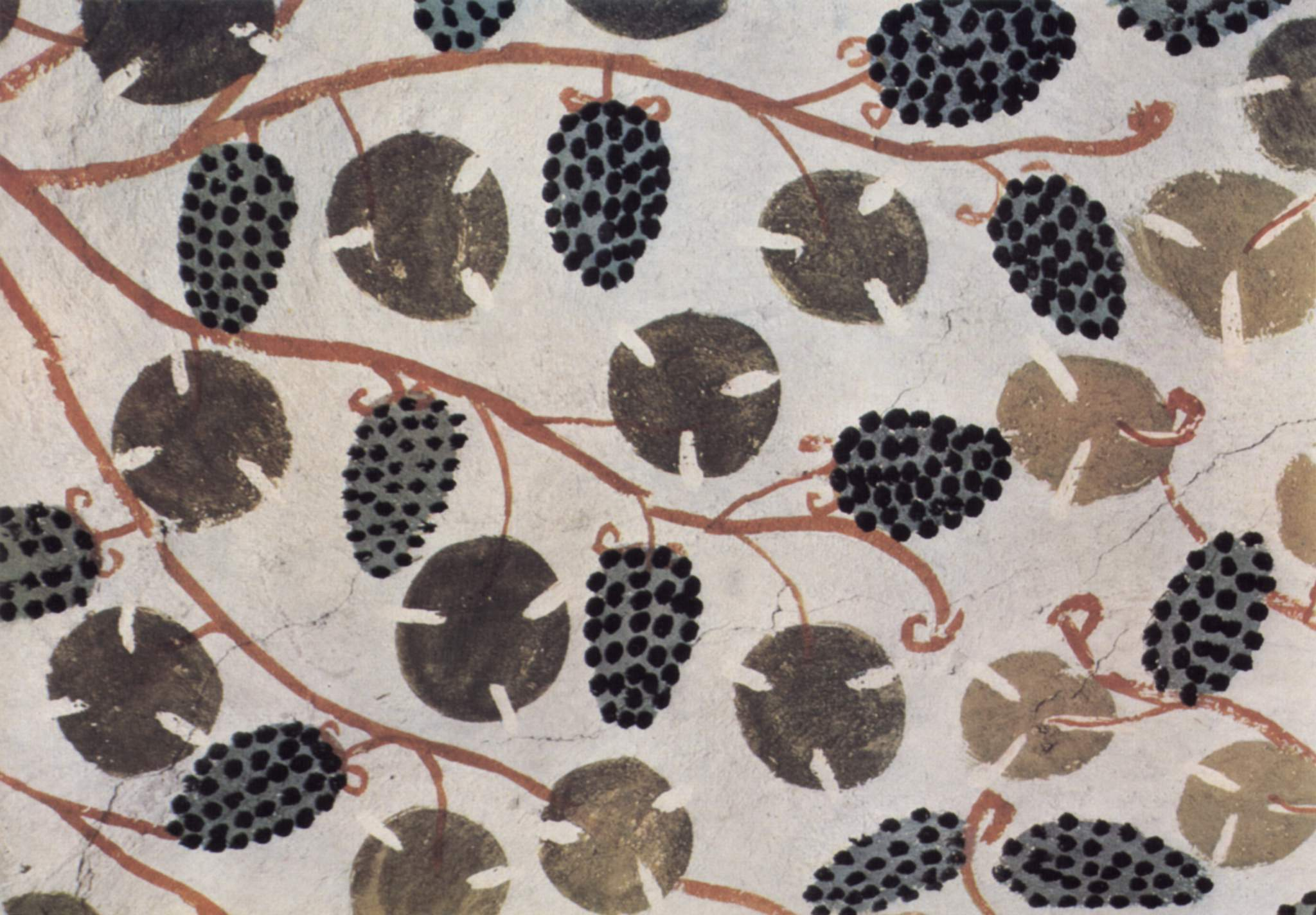
Particolare di vigna da un rilievo della TT96

TT96 era la tomba di:
| Titolare | Titolo                             | Necropoli           | Dinastia/Periodo              | Note                                               |
| -------- | ---------------------------------- | ------------------- | ----------------------------- | -------------------------------------------------- |
| Sennefer | Sindaco della Città del Sud (Tebe) | Sheikh Abd el-Qurna | XVIII dinastia (Amenhotep II) | versante est della collina; a sud e sopra la TT100 |

### Biografia
Come in altre tombe esiste difficoltà di interpretazione dei rapporti di parentela giacché una stessa parola viene usata per indicare, invece, differenti legami e solo esami comparati con altre tombe, o altre risultanze archeologiche hanno consentito di appurare, in molti, casi l'effettivo rapporto esistente tra personaggi i cui nominativi si trovano nella TT96.
Sulla parete posteriore della camera principale, Sennefer rende omaggio a "suo padre, l'amministratore dei possedimenti della Divina Sposa [Ahmose] Humay (tomba TT224)" e a sua moglie Nub; non è però chiaro se si tratti di un'effettiva parentela o se, invece, come più probabile, si tratti di una qual forma di omaggio all'importante personaggio. In quattro altre citazioni, tuttavia, si legge, con riferimento a Sennefer, "suo padre, il Secondo Profeta di Horus, signore di Qus, Nu" e "sua madre, che egli ama la signora della casa Henutiry (talvolta abbreviata in Ta-iry)". La soluzione sarebbe riscontrabile nella tomba TT224 di Ahmose, detto Humay, in cui a un'immagine di Sennefer ivi esistente è associato il testo "il figlio di sua (di Ahmose) sorella" da cui si deduce che Sennefer era nipote di Humay.
Per quanto riguarda i titoli e gli incarichi ricoperti da Sennefer, alcuni dei quali di tipo puramente onorifico, questi sono distribuiti, e non concentrati in unico elenco, sulle pareti di TT96 e assommano a circa 20
Altra questione controversa riguarda il numero di mogli di Sennefer; nella tomba, infatti, si contano sei differenti nomi femminili: Senetneferet, Senetnay, Senetmiah, Senetmy, Senay, Meryt. Il fatto che cinque di queste abbiano in comune la radice Senet, peraltro traducibile con "sorella" oltre che con "moglie", lascerebbe intendere che, almeno per cinque di queste, si tratti della stessa persona in più varianti; in tal caso le mogli di Sennefer sarebbero state solo Merit (parola peraltro traducibile con "amata" e che appare solo su una parete della TT96) e Senetnay.
Per quanto riguarda i figli, sono noti i nomi di tre figlie: Mutty, Mutneferet (moglie di Qenamun, TT93), Cantatrice di Amon e Sorella di latte del Signore delle Due Terre, e Nefertiry, verosimilmente morta prematuramente. Anche altre fanciulle compaiono nei dipinti parietali e, per posizione e dimensioni, potrebbero essere altre figlie, ma non ne sono riportati i nomi, oppure sono andati perduti.

## Indagini archeologiche
La tomba era già nota nel 1826, quando venne visitata da Robert Hay, che ricavò copie dei dipinti parietali (oggi al British Museum). Nel 1895 fu la volta di Percy Newberry che tuttavia eseguì solo rilievi sommari di TT96A. Nel 1898 Philippe Virey, egittologo francese, pubblicò copie dei dipinti parietali, delle planimetrie e dei testi della tomba; si tratta di un'opera insostituibile poiché molti dei dipinti in essa contenuti sono oggi non più esistenti. Nessuno, tuttavia, menzionò suppellettili o resti di corredi funerari, né esiste certezza che Sennefer sia effettivamente stato sepolto in questa tomba, essendo anche probabile che gli sia stato concesso dal re il privilegio di essere ospitato nella tomba KV42 della Valle dei Re. In questa, infatti, Howard Carter rinvenne suppellettili che facevano riferimento e Sennefer e segnatamente a sua moglie Sentnay.

## Descrizione
Un cortile, in cui si apre la scala di discesa a 96B, precede la facciata al centro della quale si apre l'accesso a 96A (vedi planimetria). Mentre 96A, la parte superiore, presenta orientamento est-ovest, la camera funeraria sotterranea, cui si giunge percorrendo una scala a gomito, ha un orientamento quasi nord-sud. Entrambe le camere (96A e 96B) sono di forma quasi quadrata e, al contrario di molte altre tombe dell'area, anche la camera funeraria è completamente dipinta.
96A si presenta con la caratteristica forma a "T" rovesciata propria di questo periodo, cui segue una cappella quasi quadrata con quattro pilastri. A un breve corridoio segue una sala trasversale, un'anticamera: sulle pareti, il defunto con la moglie Sentnay in offertorio ad Amon-Ra di Karnak (1 in planimetria); accanto (2), il defunto e la moglie di cui sono riportati i titoli. Sul lato corto (3) i resti di una stele con scene di offertorio; (4-5) il giardino del tempio di Amon a Karnak, con un lago, una casa e il portale di Amenhotep II, e il defunto tra fiori e oche. Poco discosto (6) il defunto in offertorio di doni, tra cui statuette di Amenhotep II e della regina Merytra, ad Amenhotep II (?) seduto sotto un padiglione, per la Festa del Nuovo Anno. Seguono (10) scene dei granai di Amon con Amenhotep II che celebra la festa del raccolto. Sul lato corto (9), una figlia offre libagioni al defunto e alla moglie Sentnay e resti di uomini che recano offerte al defunto; scena di banchetto (8) con il defunto e la moglie, sotto la cui sedia si nasconde un gatto, e ospiti; segue il defunto e la moglie in offertorio a Osiride.
Un breve corridoio dà accesso a una camera perpendicolare alla precedente sulle cui pareti sono rappresentate (11), alla presenza del defunto, scene di agricoltura, di vagliatura e immagazzinamento del grano, trebbiatura, trasporto del grano con buoi e registrazione del raccolto; segue (12) scena del defunto che offre fiori al cugino Amenemipet Pairy, Governatore della Città e Visir, titolare della tomba TT29, con la moglie Weretmaatef. Sulla parete opposta (13) il defunto ispeziona e registra prodotti delle aree del Delta nilotico; il defunto e la famiglia a caccia e a pesca (14); uomini in offertorio di libagioni al defunto e alla moglie Sentnay (15).
Un altro breve corridoio adduce alla cappella, quasi quadrata con un lato di 10 m circa, con quattro pilastri:
- A: un uomo offre fiori al defunto; fanciulle offrono cibi;
- B: fanciulle offrono al defunto fiori e coni profumati; un uomo offre unguenti profumati;
- C: una donna e una fanciulla offrono cibi al defunto;
- D: ragazze che offrono vesti, gioielli e fiori al defunto.

Sulle pareti:  due uomini (16) offrono libagioni al defunto e alla moglie Sentnofret; seguono (17) riti sulla mummia con il trasporto del corpo da parte di preti, e (18) uomini che trasportano suppellettili funerarie tra cui statuette di Osiride e Hathor alla presenza del defunto e di Sentnofret (così è qui indicato il nome della moglie) assisi. Una scena (19) rappresenta il pellegrinaggio ad Abido e grandi giare; segue (20) una falsa porta e (21) una coppia di balie e persone che offrono libagioni al defunto e alla moglie Sentnofret. Sul fondo si aprono tre nicchie: in una (22) è rappresentato il defunto che offre libagioni ai genitori e un concerto di liutiste e arpiste, mentre un nipote offre mazzi di fiori al defunto e alla moglie Sentnofret; nella nicchia centrale (24), tracce di dipinti con una figlia che offre ai genitori; nella terza (23), un prete, accompagnato da una liutista e da un arpista offre liste di offerte al defunto. Nell'angolo nord-ovest di questa sala si apre un annesso, una piccola camera quasi quadrata di 4 m di lato con pilastro centrale senza alcuna decorazione.
La camera funeraria sotterranea, cui si accede dal cortile nell'angolo sud-ovest mediante una scala a gomito rozzamente rifinita di 44 gradini, è costituita da un'anticamera e da una camera con quattro pilastri (di dimensioni poco ridotte rispetto alla cappella superiore). Nell'anticamera: (25) la figlia Mut-Twy, seguita da due file di preti che recano offerte tra cui pane, torce e stoffe alla presenza del defunto (26); seguono (27-28) scene di trasporto delle suppellettili funerarie, collari, maschere, casse, giare e letti funerari alla presenza del defunto e della figlia Mut-Twy. Ai lati del corridoio che adduce alla camera funeraria (29-30) rilievi (in parte distrutti) del defunto in adorazione e della moglie Sentonofret con sistro. Un corridoio (31) dà accesso alla camera con quattro pilastri:
- E: Meryt, moglie di Sennefer (?)[N 21], offre unguenti, cibi e fiori al defunto accompagnata da figlia bambina;
- F: Meryt, accompagnata dalla piccola figlia, offre sistri e mirra al defunto; Anubi sovrasta tre divinità femminili;
- G: Meryt offre coppe di bevanda e vestiario al defunto; quattro preti, inginocchiati, offrono libagioni al defunto alla presenza di un pilastro Djed umanizzato;
- H: Meryt offre coppe di bevanda, collane e pettorali mentre quattro preti purificano il defunto.

Sulle pareti: il defunto e Meryt (32) che lasciano la tomba "per vedere il disco solare"; Osiride e Hathor con il defunto e Meryt (33-34), buoi che trainano il sarcofago e uomini che recano suppellettili funerarie mentre altri uomini e danzatori trainano scrigni con statue e libagioni e si procede all'innalzamento di un obelisco. In altra scena (35) un figlio (?) officia dinanzi al defunto e Meryt; un prete "sem" incensa il defunto e Meryt; brani tratti dal Libro dei Morti (37) e il defunto su un letto funerario alla presenza del "ba" tra le dee Iside e Nephtys. Poco oltre (38) Meryt e il defunto adorano Osiride e Anubi; scene della processione funeraria (39-40) e del pellegrinaggio ad Abido e uomini che trainano una slitta con una statua.
.
Il soffitto sia dell'anticamera che della camera funeraria di 96B sono decorate con una fitta ramificazione rappresentante una vigna; di qui il nome di "Tomba delle vigne" con cui TT96 è anche nota.

### Annotazioni
1. ↑  La numerazione dei locali e delle pareti segue quella di Porter e Moss 1927, pp. 197-203.
2. ↑  La prima numerazione delle tombe, dalla numero 1 alla 252, risale al 1913 con l’edizione del "Topographical Catalogue of the Private Tombs of Thebes" di Alan Gardiner e Arthur Weigall. Le tombe erano numerate in ordine di scoperta e non geografico; ugualmente in ordine cronologico di scoperta sono le tombe dalla 253 in poi.
3. ↑  I campi della Duat, ovvero l'aldilà egizio, si trovavano, secondo le credenze, proprio sulla riva occidentale del grande fiume.
4. ↑  Nella sua epoca di utilizzo, l'area era nota come "Quella di fronte al suo Signore" (con riferimento alla riva orientale, dove si trovavano le strutture dei Palazzi di residenza dei re e i templi dei principali dei) o, più semplicemente, "Occidente di Tebe".
5. ↑  le Tombe dei Nobili, benché raggruppate in un'unica area, sono di fatto distribuite su più necropoli distinte.
6. ↑  Le note, sovente di inquadramento topografico della tomba, sono tratte dal "Topographical Catalogue" di Gardiner e Weigall, ed. 1913 e fanno perciò riferimento alla situazione dell'epoca.
7. ↑  Vedi la TT82 di Amenemhat.
8. ↑  A titolo di esempio la parola "senet", traducibile con "sorella", viene spesso utilizzata per indicare la moglie, mentre la parola per "fratello" talvolta indica un cugino.
9. ↑  È accertato, anche da altri testi in altre localizzazioni che Ahmose e Nub furono certamente i genitori di Amenemipet, identificabile con il titolare della TT29 cui è assegnata anche la KV48 nella Valle dei Re.
10. ↑  La greca Apollinopolis, ovvero Edfu.
11. ↑  Ne deriva che Sennefer e Amenemipet erano cugini.
12. ↑  Titoli di Sennefer:
  - Supervisore delle mandrie di Amon;
  - Supervisore del bestiame di Amon;
  - Supervisore dei granai di Amon;
  - Supervisore ai giardini di Amon;
  - Supervisore della bellezza di Amon-Ra;
  - Consigliere fidato del Signore delle Due Terre;
  - Favorito del Buon Dio (il faraone);
  - Supervisore del bestiame giovane di Amon;
  - Sigillatore del re;
  - Supervisore dei possedimenti di Amenhotep I;
  - Capo della festa di Thutmosi I;
  - Supervisore del Profeta della moglie del Dio (Ahmesnofretere);
  - Supervisore del Profeta di Haroeris;
  - Supervisore del Profeta di Horus;
  - Signore di Kus (?);
  - Primo amico del Palazzo (?);
  - Bocca del re dell'Alto Egitto (?);
  - Orecchie del re del Basso Egitto (?).
13. ↑  I nomi Senetmiah e Senetmy in realtà non esisterebbero nella tomba e deriverebbero da un'errata traduzione dei rilievi a cura di Kurt Sethe.
14. ↑  Si ritiene, tuttavia, che Mutty, nome riportato in una sola scena all'ingresso della tomba, possa essere un diminutivo di Mutneferet.
15. ↑  Vasi con i nomi di Sennefer e Senetnay.
16. ↑  Studi successivi ritennero che KV42 fosse stata impiegata come deposito momentaneo del corpo di Senetnay prima del trasferimento nella tomba di famiglia.
17. ↑  A circa 12 m di profondità.
18. ↑  Larghezza 15 m e profondità circa 2,6.
19. ↑  Circa 3,50 m x 2,50.
20. ↑  Circa 6,50 m x 7,50.
21. ↑  Il fatto che Meryt compaia solo nei dipinti di questa sala ha fatto anche ipotizzare, giacché è indicata anche in questo caso come "senet", ovvero "sorella", oltre che "moglie", che si trattasse effettivamente della sorella e che la sua presenza nelle cerimonie di sepoltura di Sennefer fosse giustificata da una prematura e improvvisa morte della moglie effettiva, Senetnay. Meryt, in quanto sorella, avrebbe perciò "interpretato" la parte della signora della casa di Sennefer e officiato quelle cerimonie che sarebbero state, in caso contrario, competenza della moglie effettiva.
22. ↑  Il "sem" era il prete, o l'erede, cui competeva la cerimonia di apertura della bocca per consentire al defunto di vivere pienamente della Duat.

### Fonti
1. 1 2 3  Porter e Moss 1927,  p. 197.
2. ↑  Gardiner e Weigall 1913.
3. ↑  Donadoni 1999,  p. 115.
4. ↑  Gardiner e Weigall 1913, pp. 24-25.
5. ↑  Krauss 1999.
6. ↑  Weeks 2005,  p. 415.
7. ↑  Porter e Moss 1927,  pp. 195-197.